# Anton Johann Gareis
 Johann Anton Gareis  (* 29. März 1793 in Klosterfreiheit bei Ostritz, Oberlausitz; † 23. Juli 1863 in Prag) war ein deutscher Kunstmaler, Lithograph und Radierer.

## Leben
Anton Gareis war der Sohn des Häuslers und Tischlermeisters Johann Gareis und dessen Ehefrau Johanne geborene Fischer. Er war der jüngere Bruder des Malers und Zeichners Franz Gareis (1775–1803), des Bildhauers Joseph Gareis (1778–1844), des Kammermusikers Gottlieb Gareis (1781–1859), des Tischlermeisters Johann Gareis (1785–1856) und des Bartholomäus Gareis (1789–1859). Seine Ausbildung erhielt er 1811 in der Kunstakademie in Dresden, in Berlin und ab 1818 in Neustadt/Oberschlesien. Nach dieser Zeit wurde er in Breslau für den Maler, Lithographen und Verleger J. D. Gruson (Verlag J. D. Gruson u. Comp., Breslau) tätig.
In dieser Zeit entstanden Werke nach den Gemälden der Galerie von Maria Magdalena (1821), eine Lithographie nach Raffaels Sixtinischer Madonna sowie vier mythologische Blätter nach eigener Erfindung. Das Porträt seines Bruders Franz wurde für den Steindruck umgestaltet. Diese Skizze entstand, als Franz sich in Paris 1801 bis 1803 aufhielt. Bei seinem Besuch zeichnete Anton vor allem junge Frauen mit Kindern und junge Mädchen. Zwischen 1818 und 1820 wurden diese Blätter von Bernard Gaillot unter dem Titel Pensées de Gareis auf 56 Tafeln veröffentlicht.
Im Jahre 1822 ging Anton an die Kunstakademie Prag, studierte ein Jahr und ließ sich letztlich in Prag nieder. Hier widmete er sich der Porträtmalerei, auch als Miniaturen auf Elfenbein, gestaltete weitere Lithographien und erteilte Zeichenunterricht in adligen Häusern.
Nebenbei entstanden Genrebilder, moralisierenden Satiren und Karikaturen, als einer der ersten Maler in Prag widmete er sich Volkszenen, die später auch in Öl und Aquarell erschienen.
Sein Sohn Anton Gareis (1837–1922) wurde ebenfalls Maler. Er entstammte als einziger Nachkomme der Ehe seines Vaters mit Albertine Friederike Louise Zimmermann, Tochter des Graveurs Friedrich Wilhelm Zimmermann aus Breslau, welche er 1815 in Altstadt bei Ostritz heiratete.

## Werke
- 1827: Gräfinnen Bertha und Karoline von Nostitz
- 1828: Bildnis des Malers Karl Svoboda in jugendlichem Alter
- Bildnis des Erzherzogs Stephan (Ölgemälde)
- Selbstbildnis (Ölgemälde)
- Altarbilder: der Heilige Joseph für Zwettl-Niederösterreich
- kleinere Heiligenbilder für Privathäuser, zum Beispiel eine Madonna mit dem Christuskinde vor einem Ährenfeld

Lithographien aus seiner Prager Zeit
- 13 Blätter historische Szenen nach fremder Erfindung für die Bilder aus Böhmens Geschichte von Machek und Hanka (1820–1824)
- nach alten Meistern: Englischer Gruß, Flucht nach Ägypten und Christus am Kreuz
- nach Carlo Screta: Tod des heiligen Joseph
- nach Francesco Trevisani: Madonna mit dem Christuskind
- nach Andrea del Sarto: Johannes der Täufer
- nach Annibale Carracci: Pietà
- nach František Tkadlík: Betendes Christuskind mit zwei Engeln
- nach Joseph von Führichs Entwürfen radierte er 5 Blätter zu Gottfried August Bürgers „Wildem Jäger“[4]

## Galerie

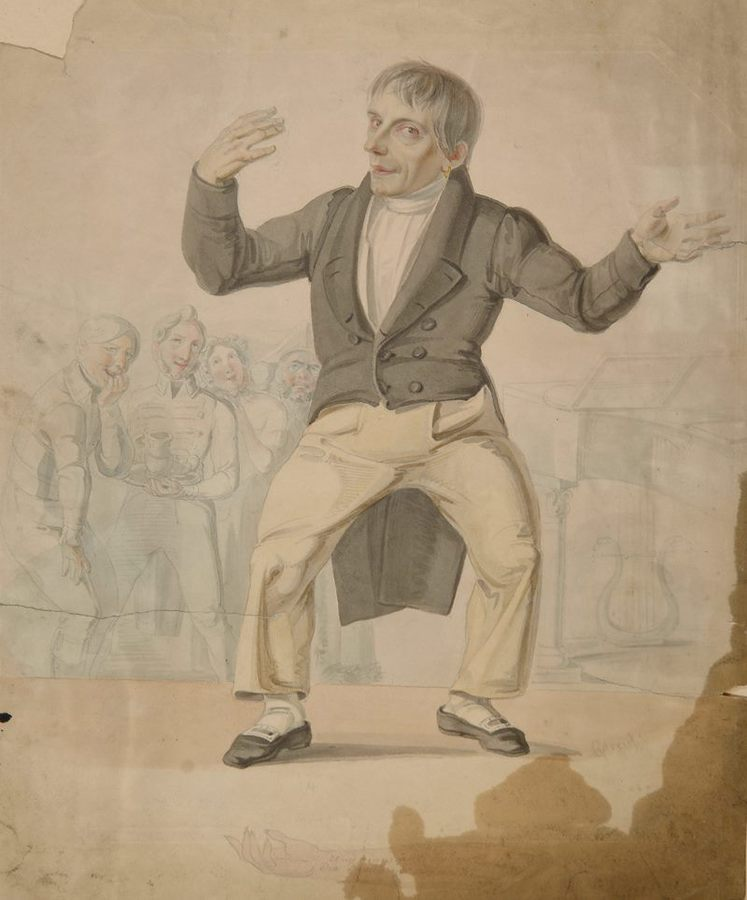
Anton Johann Gareis: Deklamator
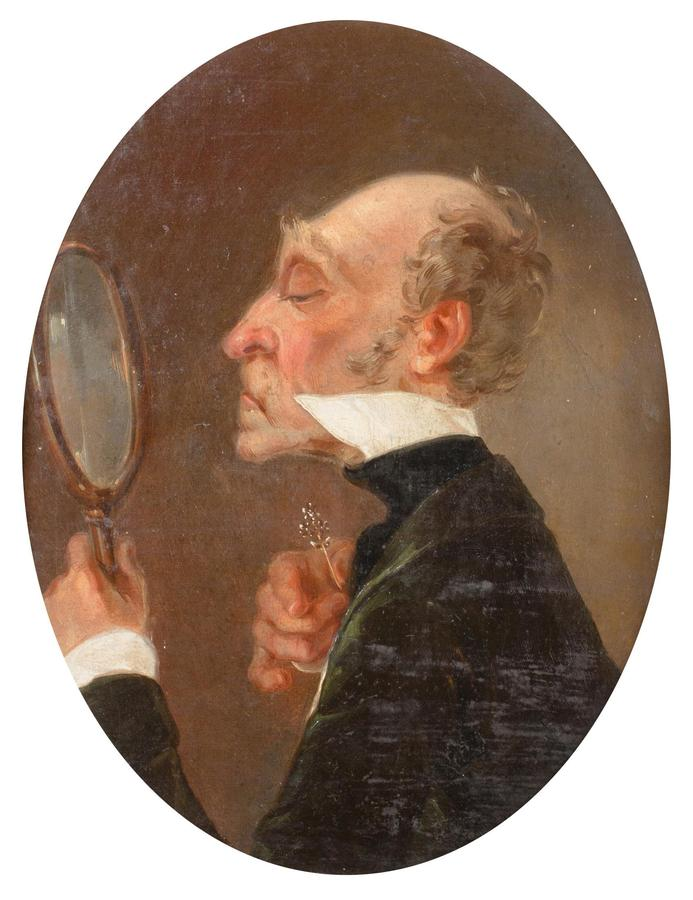
Anton Johann Gareis: Narzis
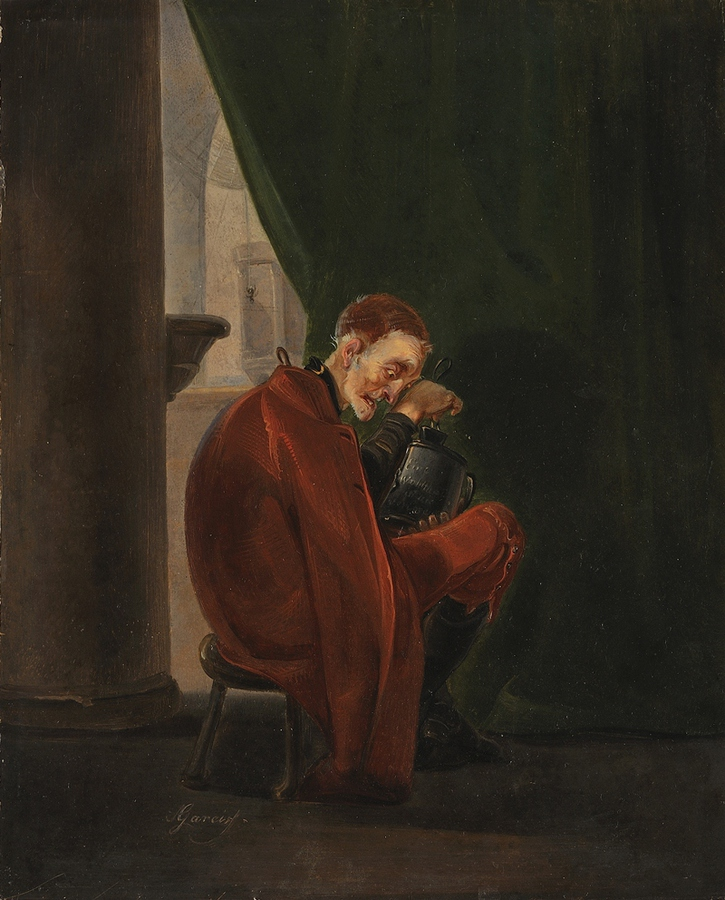
Anton Johann Gareis: Ein Dieb mit Kirchenkasten